# Mai 1980
Acest articol este generat integral pe baza informațiilor din articolul 1980 și este actualizat periodic de un robot.
 Editările făcute în articol vor fi șterse la următoarea actualizare! Dacă doriți să faceți modificări, editați articolul-sursă.

ianuarie -
februarie -
martie -
aprilie -
mai -
iunie -
iulie -
august -
septembrie -
octombrie -
noiembrie -
decembrie
Mai 1980 a fost a cincea lună a anului și a început într-o zi de joi.

## Evenimente
- 18 mai: Muntele Sf. Elena din Statele Unite a erupt în statul Washington, omorând 57 de oameni și provocând pagube în valoare de 3 miliarde dolari.
- 29 mai: Campionatul internațional de atletism: Anișoara Cușmir cucerește locul 1 la săritura în lungime, realizând una din cele mai bune performanțe mondiale la această probă: 7 metri.

## Nașteri

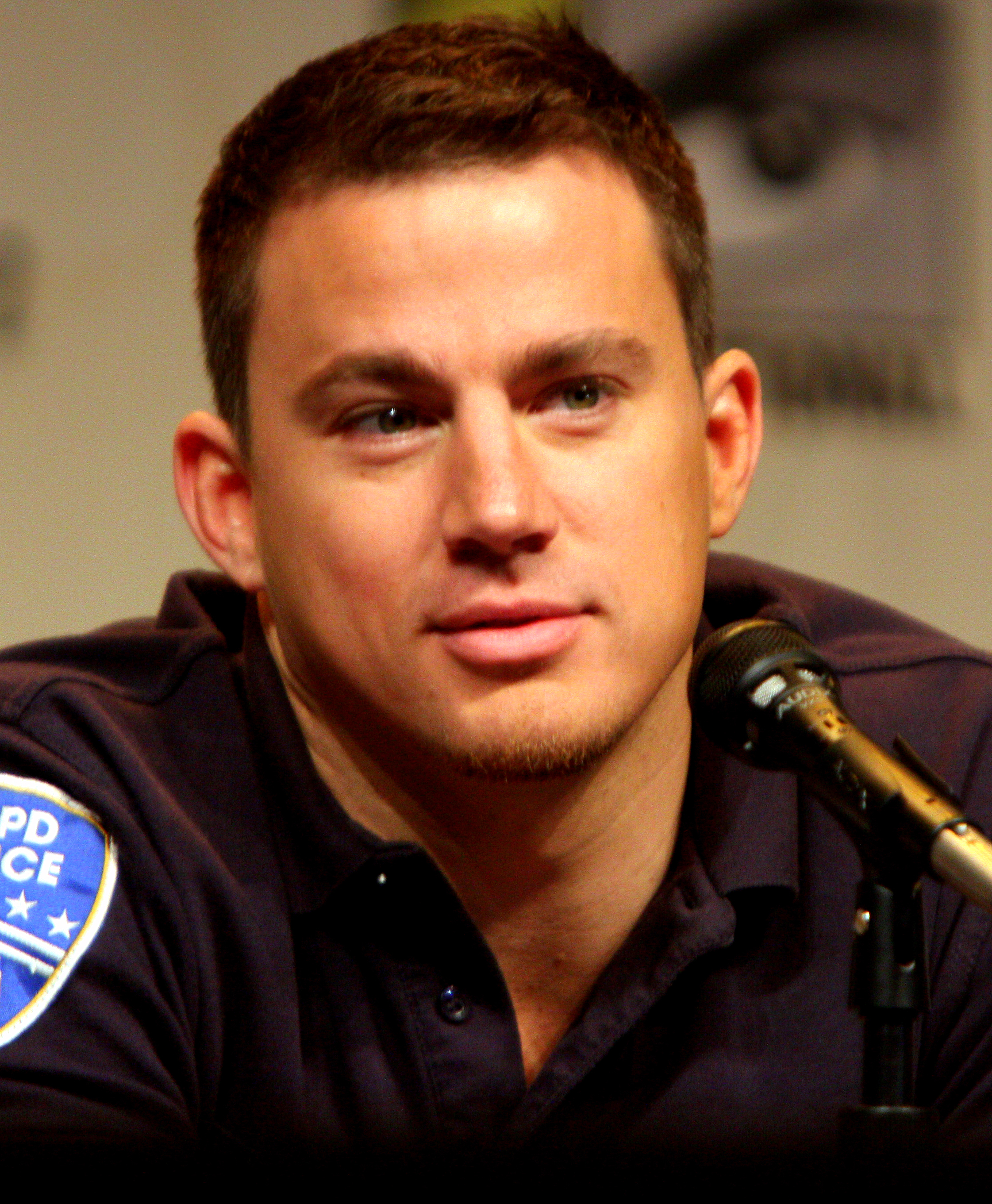
Channing Tatum, actor, dansator și model american
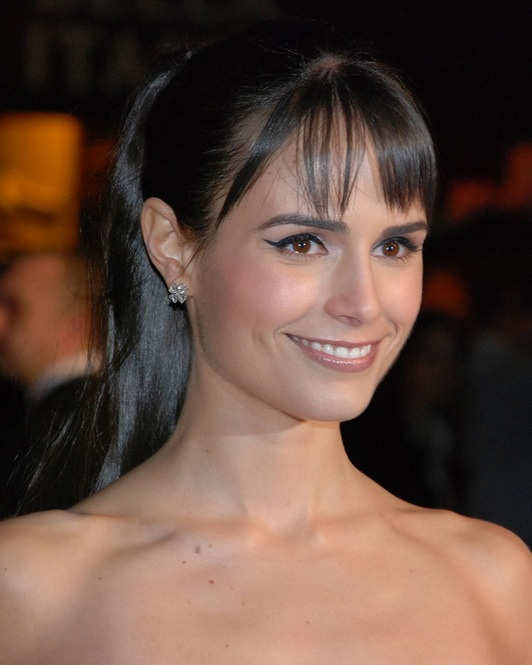
Jordana Brewster, actriță americană de film născută în Panama
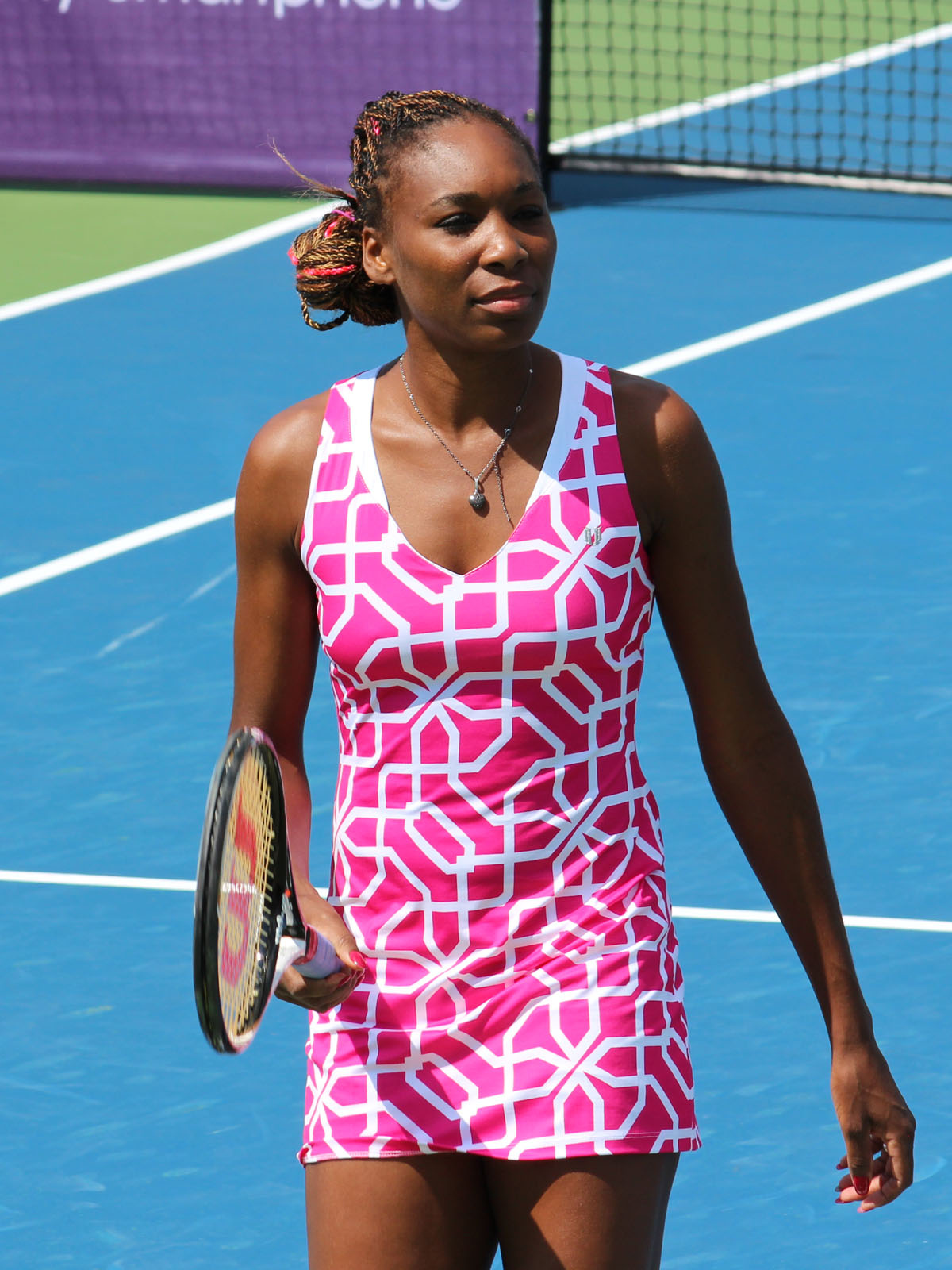
Venus Williams, jucătoare americană de tenis de câmp
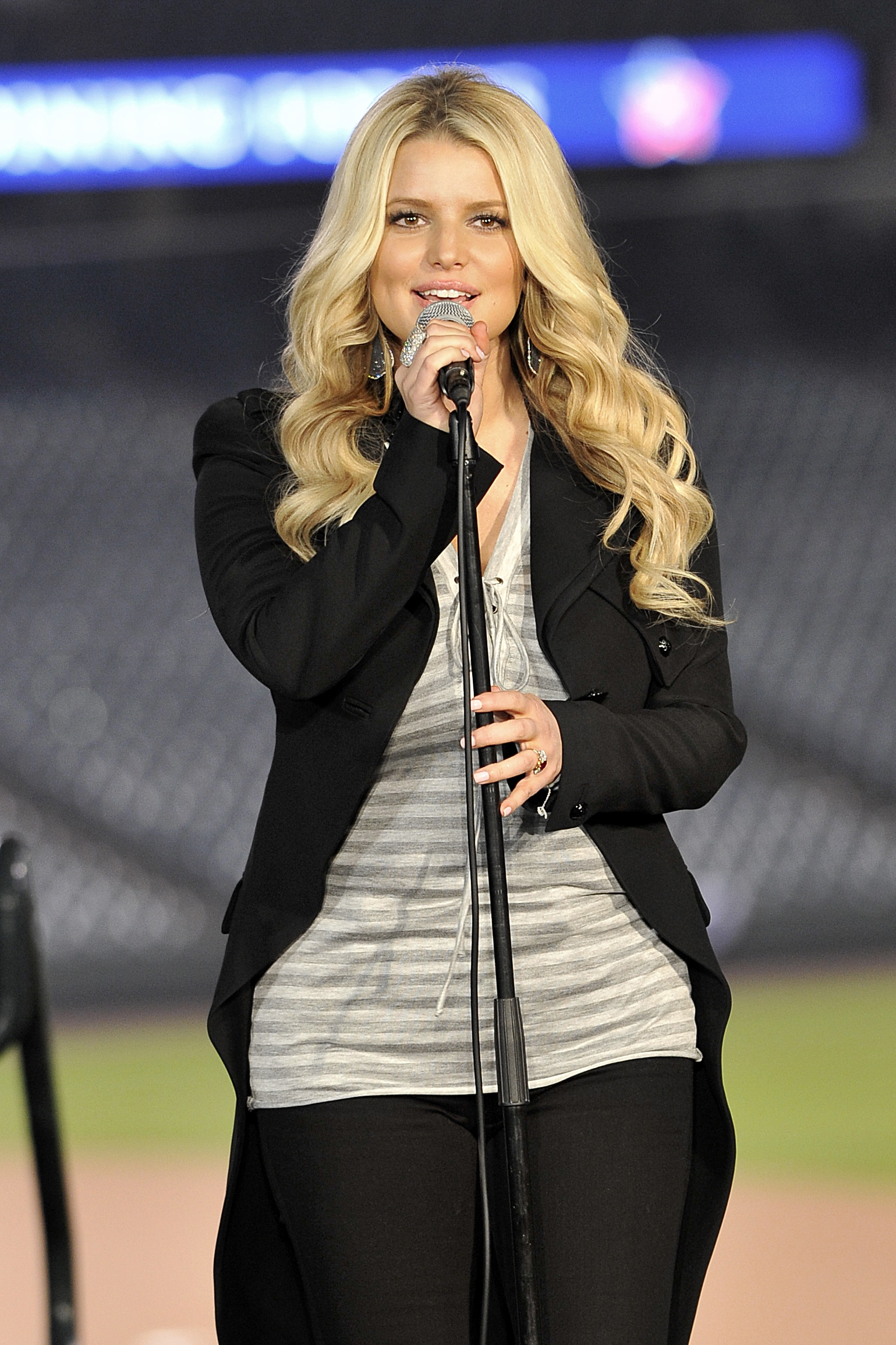
Jessica Simpson, cântăreață și actriță americană

- 1 mai: Zaz (Isabelle Geffroy), cântăreață franceză
- 2 mai: Claudinei Alexandre Aparecido, fotbalist brazilian (atacant)
- 2 mai: Tim Borowski, fotbalist german
- 2 mai: Zatyiah Knight, fotbalist britanic
- 3 mai: Mircea Alexandru Bornescu, fotbalist român (portar)
- 3 mai: Andrea Cossu, fotbalist italian
- 4 mai: Masashi Oguro, fotbalist japonez (atacant)
- 5 mai: Yossi Benayoun, fotbalist israelian
- 5 mai: Ionuț-Sorin Banciu, politician
- 7 mai: Adrian Crișan, jucător român de tenis de masă
- 7 mai: Gianna Terzi, cântăreață greacă
- 9 mai: Nicolae Constantin Dică, fotbalist român
- 9 mai: Norihiro Nishi, fotbalist japonez
- 10 mai: Cristina Nemerovschi, scriitoare română
- 12 mai: Rishi Sunak, Prim-ministru al Marii Britanii (din 2022)
- 14 mai: Zdeněk Grygera, fotbalist ceh
- 14 mai: Daisuke Ichikawa, fotbalist japonez
- 14 mai: Ionuț Sibinescu, politician român
- 17 mai: Ariën van Weesenbeek, muzician neerlandez
- 18 mai: Michaël Llodra, jucător francez de tenis
- 18 mai: Diego Pérez (Diego Fernando Pérez Aguado), fotbalist uruguayan
- 19 mai: Moeneeb Josephs, fotbalist sud-african (portar)
- 20 mai: Juliana Pasha, cântăreață albaneză
- 22 mai: Rena Tanaka, actriță japoneză
- 23 mai: Theofanis Gekas, fotbalist grec (atacant)
- 23 mai: Lane Garrison, actor american
- 25 mai: Eugen Cătălin Baciu, fotbalist român
- 27 mai: Bogdan Barbu, pilot de raliuri, român
- 27 mai: Bogdan Drăgoi, economist român
- 28 mai: Roxana Han Gatzel, handbalistă română
- 29 mai: Ilaria Bianco, scrimeră italiană
- 29 mai: Bohdan Nikișîn, scrimer ucrainean

## Decese
George Pal (n. György Pál Marczincsak), 72 ani, regizor de film american (n. 1908)
Vasile Rășcanu, 95 ani, medic român (n. 1885)
Iosip Broz Tito (n. Josip Broz), 87 ani, revoluționar comunist iugoslav, primul prim-ministru (1943-1963) și al 2-lea președinte al RSF Iugoslavia (1953-1980), (n. 1892)
Cornel Coman, 44 ani, actor român (n. 1936)
Leslie Peltier, 80 ani, astronom american (n. 1900)
Gheza Vida (n. Vida Géza), 67 ani, comunist și sculptor român de origine maghiară (n. 1913)
Hugh Griffith, 67 ani, actor britanic (n. 1912)
Hilda Jerea, 64 ani, pianistă și compozitoare română (n. 1916)
Marin Preda, 57 ani, scriitor român, membru corespondent al Academiei Române (n. 1922)
Matei Socor, 72 ani, compozitor român (n. 1908)